# Теракт в Буйнакске (1999)
Террористи́ческий акт в Буйна́кске — взрыв около жилого дома в Буйнакске (Дагестан), произошедший 4 сентября 1999 года в 21 час 45 минут. Грузовик ГАЗ-52, в котором находилось более 2,7 тонны взрывчатого вещества из алюминиевого порошка и аммиачной селитры, был взорван рядом с пятиэтажным жилым домом № 3 на улице Леваневского (Шихсаидова), в котором проживали семьи военнослужащих 136-й мотострелковой бригады Вооружённых сил России. В результате взрыва были разрушены два подъезда жилого дома, 64 человека погибли, из них 23 — дети, 146 человек ранены.
Второй грузовик ЗИЛ-130 был обезврежен сотрудниками милиции возле госпиталя через два часа после первого взрыва. В грузовике найдены документы на имя Исы Зайнутдинова. Обезвреживание грузовика провёл майор Олег Крюков, позже удостоенный звания Героя Российской Федерации.

## Расследование
Террористический акт в Буйнакске был частью серии терактов, осуществлённых в российских городах 4-16 сентября 1999 года. По данным следствия, эта серия терактов была организована и профинансирована руководителями незаконного вооружённого формирования Исламский институт «Кавказ» Эмиром аль-Хаттабом и Абу Умаром. Эти теракты были направлены на массовую гибель людей с целью нарушения общественной безопасности, устрашения населения и оказания воздействия на принятие решений органами власти по ликвидации последствий нападения боевиков на Дагестан в августе 1999 года.
К взрыву в Буйнакске были причастны и были приговорены Верховным судом Республики Дагестан:
- Иса Зайнутдинов (приговорён к пожизненному заключению в марте 2001)
- Алисултан Салихов (приговорён к пожизненному заключению в марте 2001)
- Магомед Салихов (арестован в Азербайджане в ноябре 2004 при попытке перехода государственной границы, экстрадирован в Россию, коллегией присяжных 24 января 2006 признан невиновным по обвинению в терроризме; признан виновным по другим связанным обвинениям, таким как участие в противозаконных вооружённых формированиях и незаконное пересечении границы.[5] Салихов признал, что перевозил из Чечни в Буйнакск груз по просьбе Хаттаба, но, по его словам, не знал, что это была взрывчатка)[6].
- Зиявутдин Зиявутдинов (2 мая 2002 года арестован в Казахстане, экстрадирован в Россию, приговорён к 24 годам в апреле 2002)
- Абдулкадыр Абдулкадыров (приговорён к 9 годам в марте 2001)
- Магомед Магомедов (приговорён к 9 годам в марте 2001)
- Зайнутдин Зайнутдинов (сын Исы; приговорён к 3 годам в марте 2001 и отпущен по амнистии)
- Махач Абдулсамедов (приговорён к 3 годам в марте 2001 и отпущен по амнистии)

Большинство исполнителей теракта было этническими аварцами.

## Память о погибших
13 сентября 1999 года в России был объявлен днём общенационального траура по погибшим (в тот день тогда произошёл третий взрыв в доме). 4 сентября 2000 года в Буйнакске на месте взрыва был открыт памятник его жертвам.